# Tekken: Blood Vengeance
Tekken: Blood Vengeance (鉄拳 ブラッド・ベンジェンス, Tekken Buraddo Benjensu) é um filme de animação japonês de 2011. Foi primeiramente anunciado no evento "LevelUp" Namco e recentemente anunciado pela CGI, o diretor Katsuhiro Harada, afirma que o filme será em 3D. O filme foi incluso na versão Tekken Hybrid e em Tekken 3D: Prime Edition.

## Enredo
A história que acontece entre os eventos de Tekken 5 e Tekken 6, começa a criação com Anna Williams de um chamariz para sua irmã, Nina Williams, que está atualmente trabalhando com o novo chefe da Mishima Zaibatsu, Jin Kazama. Anna, por outro lado, trabalha para o pai de Jin, Kazuya Mishima e sua organização rival, a G Corporation. Ambos estão buscando informações sobre um estudante chamado Shin Kamiya, e Anna manda Ling Xiaoyu agir como uma espiã, enquanto Jin envia uma robô humanóide, Alisa Bosconovitch, para um propósito similar.
Durante a investigação, Xiaoyu e Alisa formam uma amizade, embora elas são forçadas a voltar-se uma contra a outra, entretanto, Shin é capturado por um assaltante desconhecido. É aqui que Alisa revela-se uma ciborgue - embora Alisa acredita que ela possui qualidades humanas depois que ela poupa a vida de Xiaoyu. Xiaoyu decide abandonar Anna e a G Corporation, as duas meninas fogem de suas organizações anteriores, refugiando-se na mansão de Lee Chaolan. Xiaoyu e Alisa, eventualmente, descobrem experiências genéticas feitas em Shin e seus colegas, e acredita que a família Mishima está buscando o único sobrevivente, pois seu gene lhe dá a imortalidade. As duas descobrem que Shin planejou chamar Jin e Kazuya para verem a morte de Heihachi Mishima, mas seu plano falha. Depois de Heihachi matar Shin, ele, Kazuya e Jin envolvem em uma briga de tripla ameaça. Em última análise, Jin é o vencedor, utilizando seus poderes de Devil Jin. Heihachi então libera os espíritos antigos do Mokujin e cria um monstro gigantesco. Alisa dispara seus foguetes e Jin acaba com ele com uma explosão que o corta ao meio. Jin então deixa as duas e diz a Xiaoyu que ele aguarda um futuro desafio com ela. O filme termina com Alisa e Xiaoyu de volta ao festival de sua escola com o planejamento para entrar no King of Iron Fist Tournament 6.

## Elenco
Ling Xiaoyu, Panda e Alisa Bosconovitch são as personagens principais.
| Personagem         | Dublador Japonês   | Dublador Inglês        | Primeira aparição       |
| ------------------ | ------------------ | ---------------------- | ----------------------- |
| Ling Xiaoyu        | Maaya Sakamoto     | Carrie Keranen         | Tekken 3                |
| Panda              | Taketora           | Taketora               | Tekken 3                |
| Alisa Bosconovitch | Yuki Matsuoka      | Cristina Valenzuela    | Tekken 6                |
| Kazuya Mishima     | Masanori Shinohara | Kyle Hebert            | Tekken 1                |
| Jin Kazama         | Isshin Chiba       | Darren Daniels         | Tekken 3                |
| Anna Williams      | Akeno Watanabe     | Tara Platt             | Tekken 1                |
| Nina Williams      | Atsuko Tanaka      | Mary Elizabeth McGlynn | Tekken 1                |
| Lee Chaolan        | Ryōtarō Okiayu     | Kaiji Tang             | Tekken 1                |
| Ganryu             | Hidenari Ugaki     | Paul St. Peter         | Tekken 1                |
| Heihachi Mishima   | Unshō Ishizuka     | Jamieson Price         | Tekken 1                |
| Mokujin            |                    | Charlotte de Bell      | Tekken 3                |
| Shin Kamiya        | Mamoru Miyano      | David Vincent          | Tekken: Blood Vengeance |

## Lançamento
O filme foi lançado em Blu-ray e em DVD em 22 de novembro de 2011 na América do Norte e em 01 de dezembro de 2011 no Japão. A versão Blu-ray também foi lançada como um jogo de PlayStation 3, conhecida como Tekken Hybrid. Enquanto o disco pode ser reproduzido em qualquer leitor de Blu-ray, rodando o disco em um PlayStation 3 console irá permitir que os proprietários também têm uma versão HD e do o original Tekken Tag Tournament, que foi originalmente lançado nos arcades em 1999 e para PlayStation 2 em 2000, bem como uma versão demo do próximo Tekken Tag Tournament 2. Uma versão 3D do filme foi feito disponível em Tekken 3D: Edition Prime para o Nintendo 3DS. É o primeiro filme a ser lançado para o 3DS.